# Hans-Joachim Hannemann
Hans-Joachim Hannemann   (valor desconegut, 5 d'abril de 1915 - valor desconegut, 6 de març de 1989) fou un remer alemany que va competir durant les dècades de 1930 i 1940.
El 1936 va prendre part en els Jocs Olímpics de Berlín, on guanyà la medalla de bronze en la prova del vuit amb timoner del programa de rem. En el seu palmarès també destaca la medalla d'or al Campionat d'Europa de rem de 1938 i nombrosos campionats nacionals.